# Авксенов, Игорь Николаевич
Игорь Николаевич Авксенов (30.05.1929 — 19.02.2013) — советский инженер-конструктор, руководитель и участник разработки и серийного производства самоходных орудий. Лауреат Государственной премии СССР (1980) и Ленинской премии (1990).

## Биография
Родился 30 мая 1929 года в с. Игнатово Мордовского округа, Средневолжского края. После окончания Московского высшего технического училища им. Н. Э. Баумана (1952) работал преподавателем в г. Крюково (Украинская ССР).
С 1955 г. в ОКБ-3: — инженер-конструктор, старший инженер-конструктор, инженер-конструктор 2 категории, руководитель конструкторской группы, начальник конструкторской группы.
С 1978 г. — зам. главного конструктора, первый заместитель генерального конструктора ЦКБ «Трансмаш» ФГУП «Уралтрансмаш».
В 1990—1999 гг. — заместитель генерального конструктора Гособъединения «УЗТМ».
В 2000—2003 гг. — первый заместитель генерального конструктора ЦКБ Трансмаш ГО «Уралтрансмаш».
Конструктор самоходной артиллерии. Автор изобретений и научных трудов по проблемам устойчивости САУ, автоматизации процессов стрельбы и повышения огневых характеристик артиллерийских комплексов.
Лауреат Государственной премии СССР (1980) и Ленинской премии (1990). Заслуженный конструктор РФ (1999). Награждён орденом Трудового Красного Знамени (1976), медалями.
Член-корреспондент РАРАН (1998).
Умер в Екатеринбурге 19 февраля 2013 года. Похоронен на Северном кладбище Екатеринбурга.